# Edwin Landseer
Sir Edwin Henry Landseer, RA (7 de março de 1802, Londres – 1 de outubro de 1873) foi um pintor e escultor inglês, bastante conhecido por suas pinturas de animais — particularmente cavalos, cães e cervídeos. Entretanto, as obras mais conhecidas de Landseer são as esculturas: os leões da Trafalgar Square, em Londres.

## Vida e obra
Landseer foi uma espécie de menino prodígio cujos talentos artísticos foram precocemente reconhecidos; estudou com vários artistas, incluindo Benjamin Robert Haydon, um pintor muito conhecido e controverso que encorajou o jovem Landseer a realizar dissecações no intuito de compreender por completo a estrutura muscular e esquelética animal.
Em 1815, quando ainda tinha 13 anos, Landseer já havia exibido suas obras na Academia Real Inglesa. Foi eleito um associado da Academia Real aos 24 anos, e cinco anos mais tarde, em 1831, tornou-se acadêmico. Em 1850, foi nomeado Cavaleiro, e apesar de ter sido eleito presidente da Academia Real, em 1866, Landseer recusou o convite.
Landseer foi um personagem notável na arte inglesa do século XIX, e suas obras podem ser encontradas no Tate Britain, no Victoria and Albert Museum, na Kenwood House e na Coleção Wallace, em Londres. Ele também colaborou com seu colega pintor Frederick Richard Lee.
Atualmente, acredita-se que, no fim de seus 30 anos, Landseer sofreu um colapso nervoso substancial e, pelo resto de sua vida, viveu episódios recorrentes de melancolia, hipocondria e depressão, muitas vezes agravados pelo uso de álcool e drogas. Em julho de 1872, ele foi declarado louco por sua família.

## Pinturas
Em suas obras, Sir Edwin Henry Landseer retratava a anatomia animal com grande habilidade e, com isso, tendia a humanizar e sentimentalizar essas características para contar uma história sentimental ou mostrar uma moral. Entre os trabalhos mais conhecidos trabalhos desta fase, estão The Chief Shepherd's Mourner (1837, V & A, Londres), Dignity e Impudence (1839, Tate, Londres) e The Monarch of the Glen (1850, Diageo plc).
Alguns trabalhos de Landseer, porém, foram duramente criticados por mostrar crueldade aos animais. Diversas vezes, o autor visitou a Escócia e retratou cenas de caça aos veados.
A obra "The Shrew Tamed", foi inscrita na Exposição da Academia Real de 1861 e causou controvérsia devido ao seu assunto. Ela mostra um grande cavalo ajoelhado entre palhas em um estábulo, enquanto uma jovem mulher aparece deitada com a cabeça apoiada em seus flancos, ligeiramente tocando sua cabeça com a mão. Os críticos da época ficaram incomodados com a representação de uma mulher aparentemente fraca dominando um animal poderoso. Alguns concluíram que Landseer fazia referência à famosa cortesã Catherine Walters, então no auge de sua fama.

## Escultura

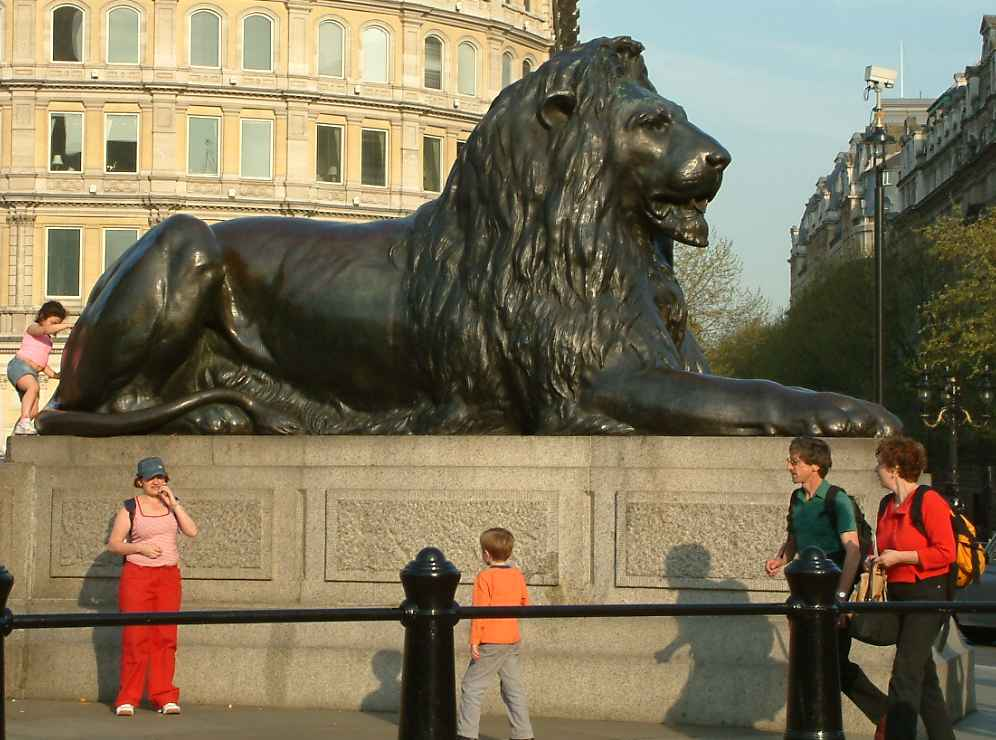
O leão localizado na base da "Coluna de Nelson", na Trafalgar Square, em Londres, na Inglaterra

No ano de 1858, o governo inglês pediu para que Edwin Landseer fizesse quatro leões de bronze para a base da Coluna de Nelson, localizada na Trafalgar Square, em Londres, na Inglaterra. Landseer concordou em produzir as esculturas sob a condição de que não começasse a trabalhar antes dos nove meses seguintes. Houve, ainda, mais um atraso quando o artista pediu cópias de moldes de um leão real que ele sabia que estava na posse da academia em Turim. Os moldes ficaram prontos depois de dois anos, em 1860, mostrando-se um trabalho bastante complexo. Os leões foram feitos no estúdio artístico de Carlo Marochetti, localizado em Kensington. As esculturas foram instaladas na Trafalgar Square apenas em 1867.

## Morte
Edwin Landseer morreu de causas naturais no dia 1.º de outubro de 1873, aos 71 anos de idade. Sua morte foi muito lamentada na Inglaterra, onde lojas e casas abaixaram suas persianas, bandeiras foram posicionadas a meio mastro, seus leões de bronze na base da Coluna de Nelson foram enfeitados com grinaldas, e grandes multidões se alinharam nas ruas para ver o seu cortejo funerário passar. Landseer foi enterrado na Catedral de St. Paul, em Londres.
Em seu estúdio, o artista deixou três obras inacabadas, "Finding the Otter", "Nell Gwynne" e "The Dead Buck". Era de seu desejo que o amigo John Everett Millais finalizasse as pinturas, o que de fato aconteceu.

## Galeria

Pinturas
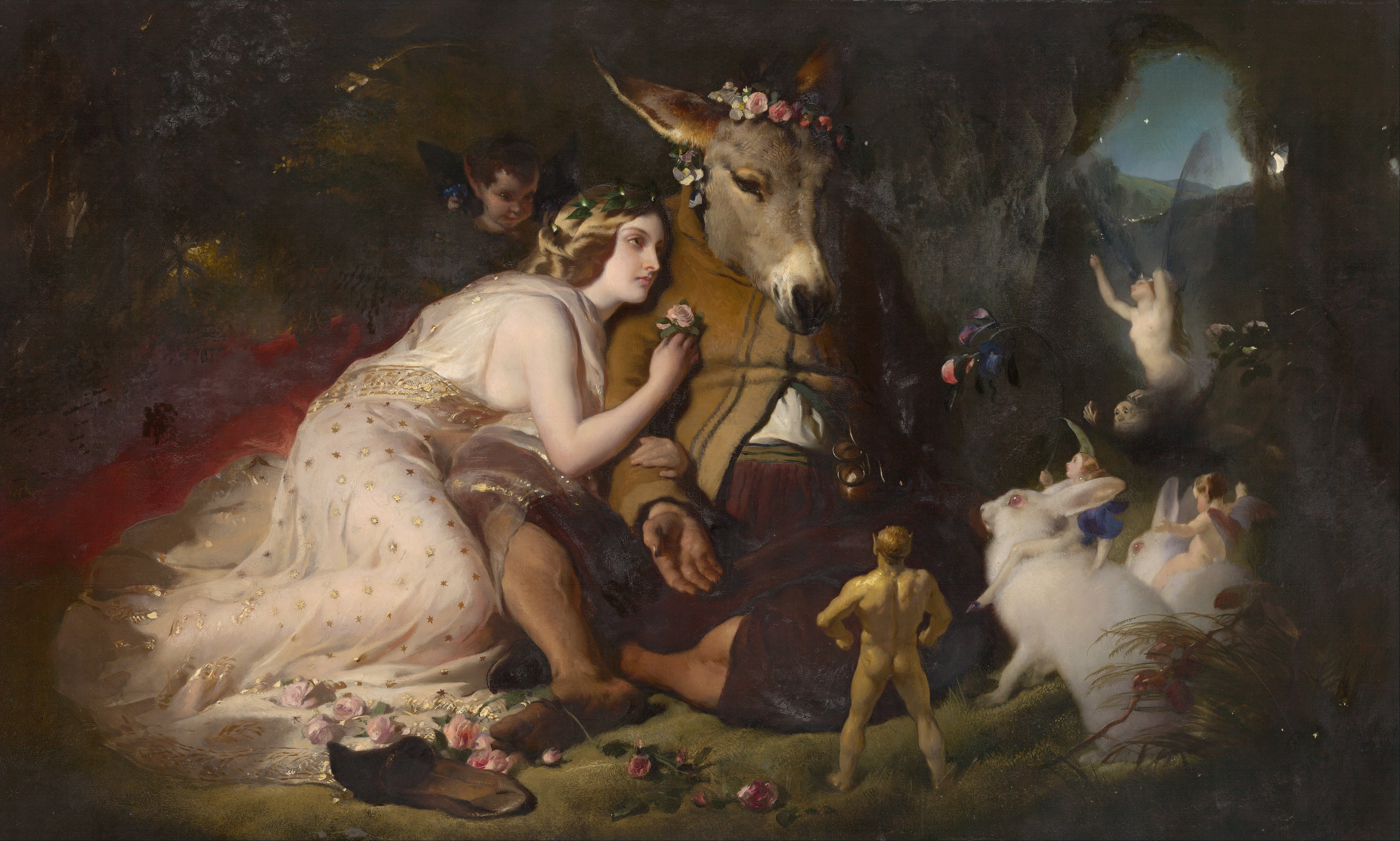
Cena de Sonho de uma noite de verão, c. 1850
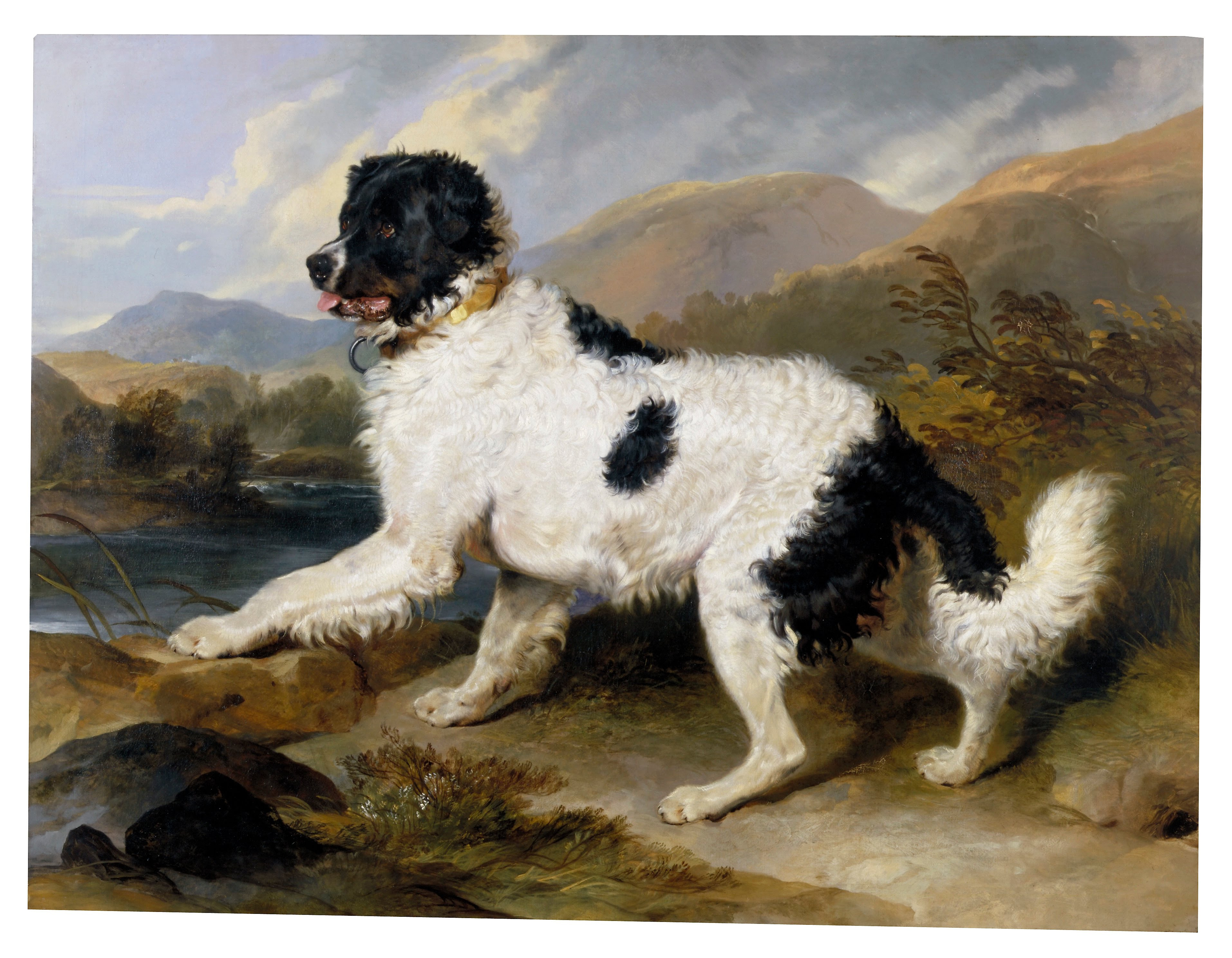
Leão: Um Cão de Terra Nova, 1824
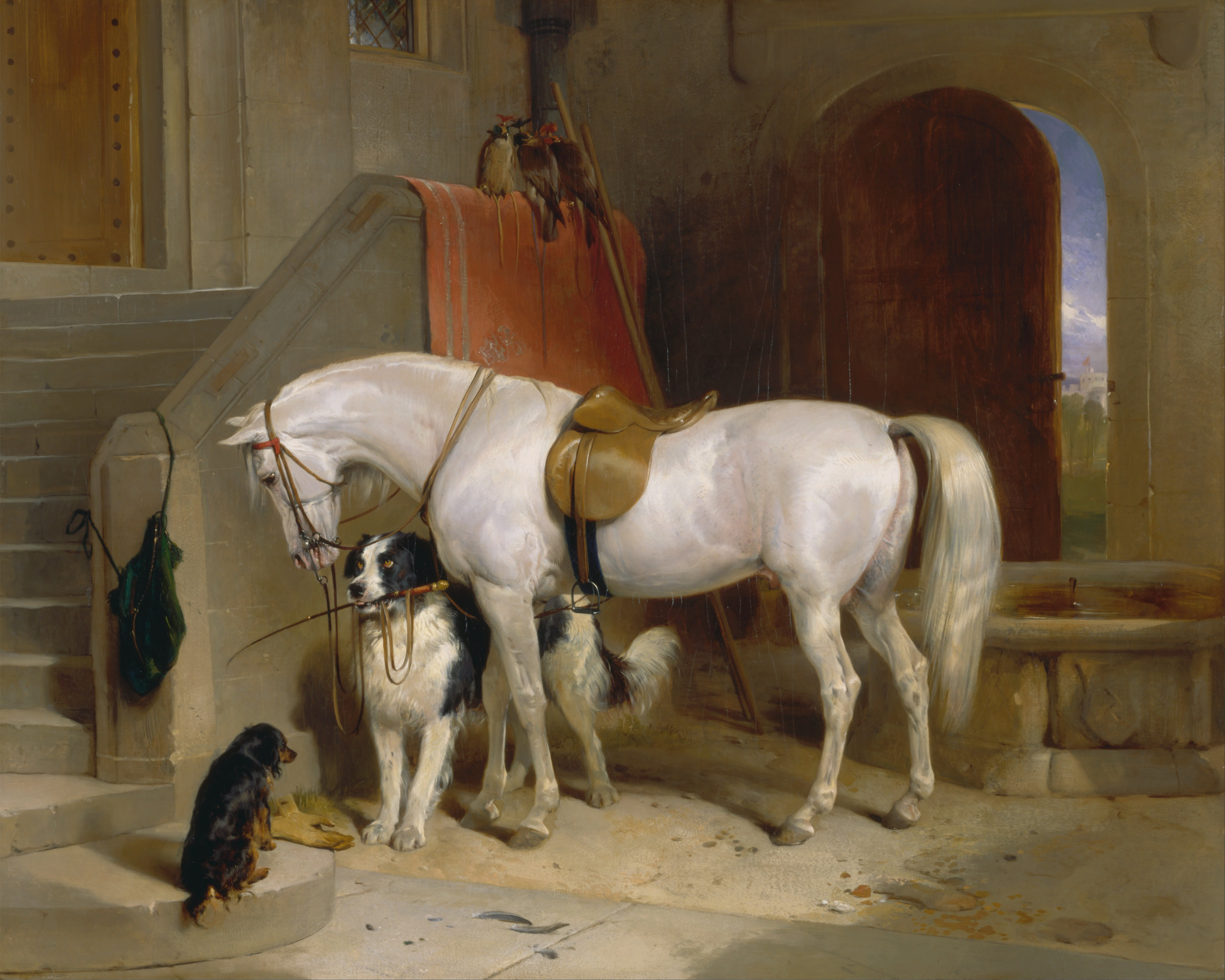
Favoritos, a Propriedade de Sua Alteza Real o Príncipe George de Cambridge, 1834 to 1835
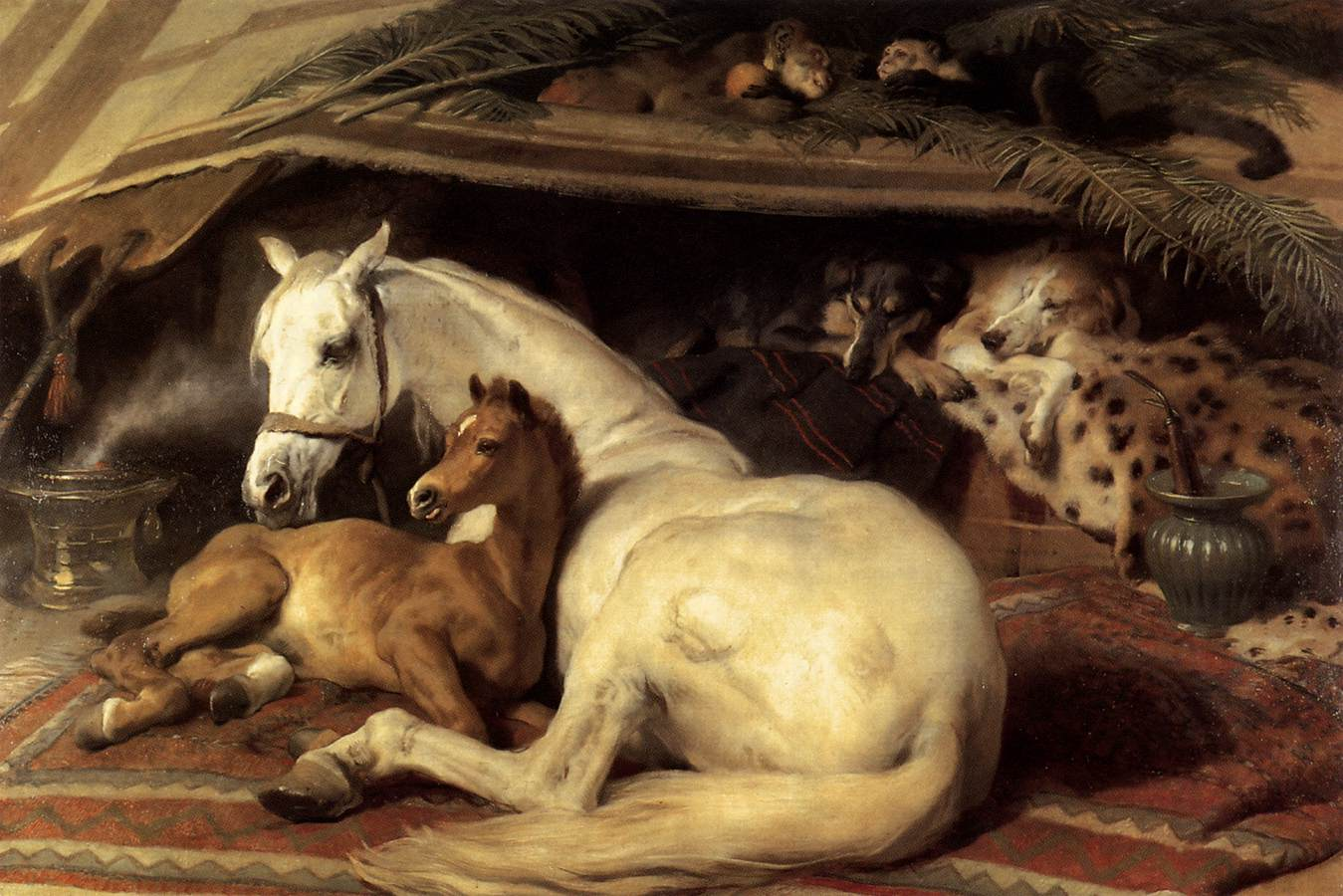
A tenda árabe, 1866
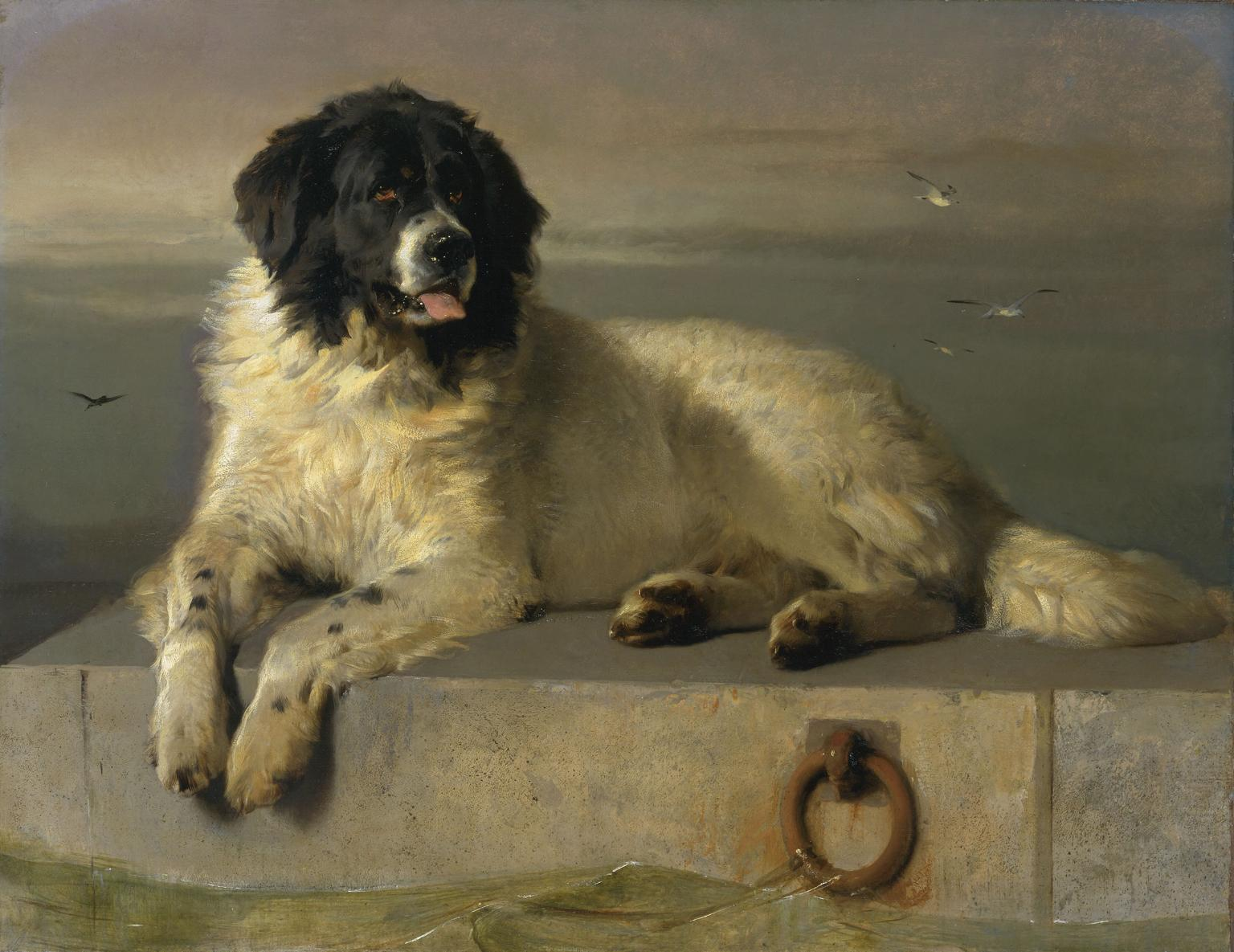
Um Distinto Membro da Humane Society, 1838
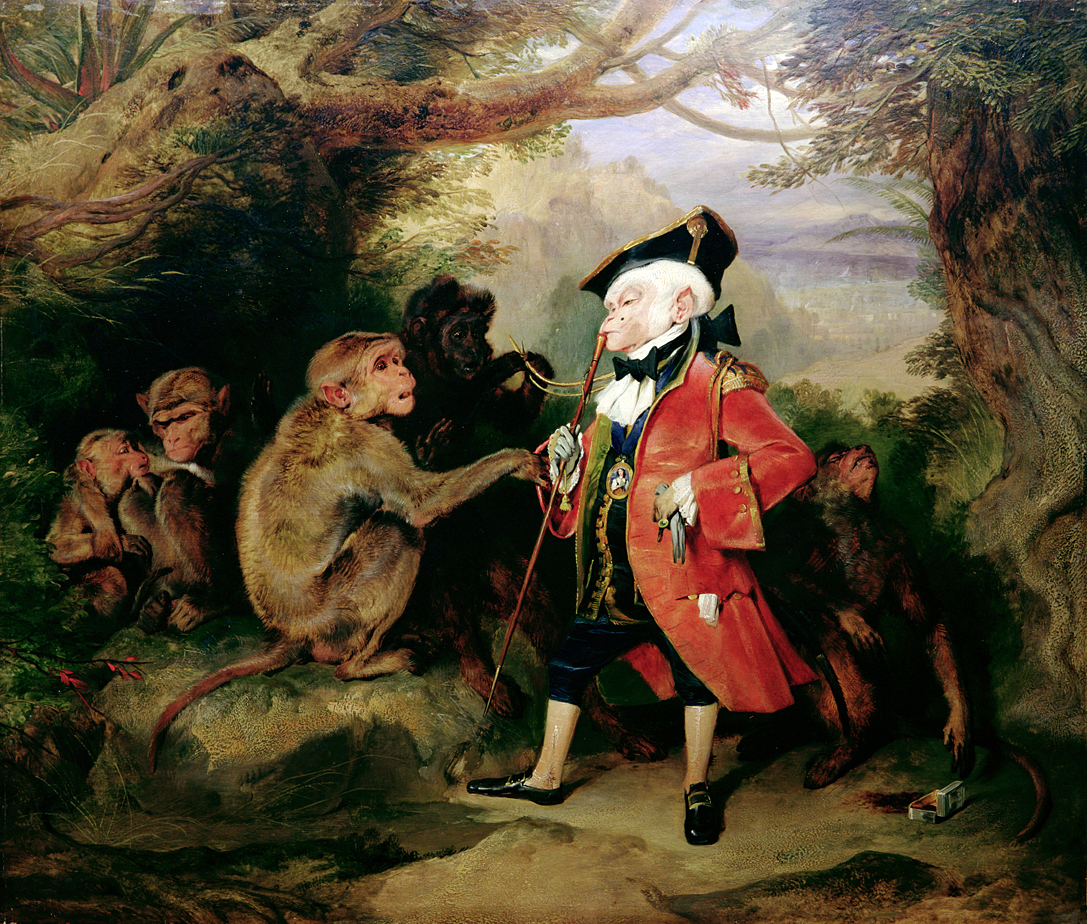
O macaco que viu o mundo, 1827
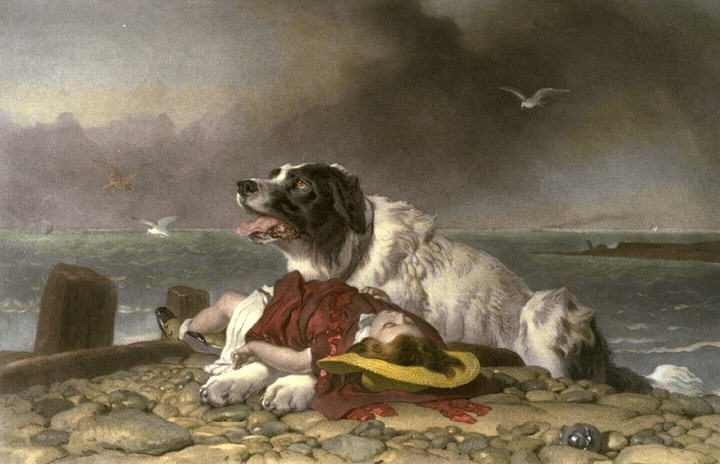
Salvo, 1856
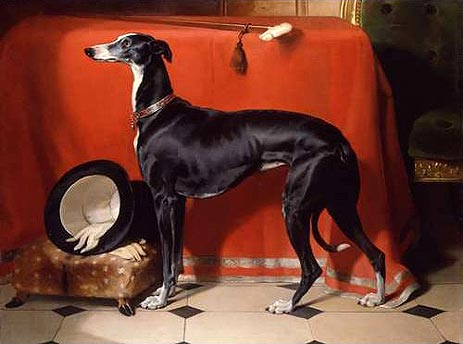
Um galgo favorito do príncipe Albert, 1841
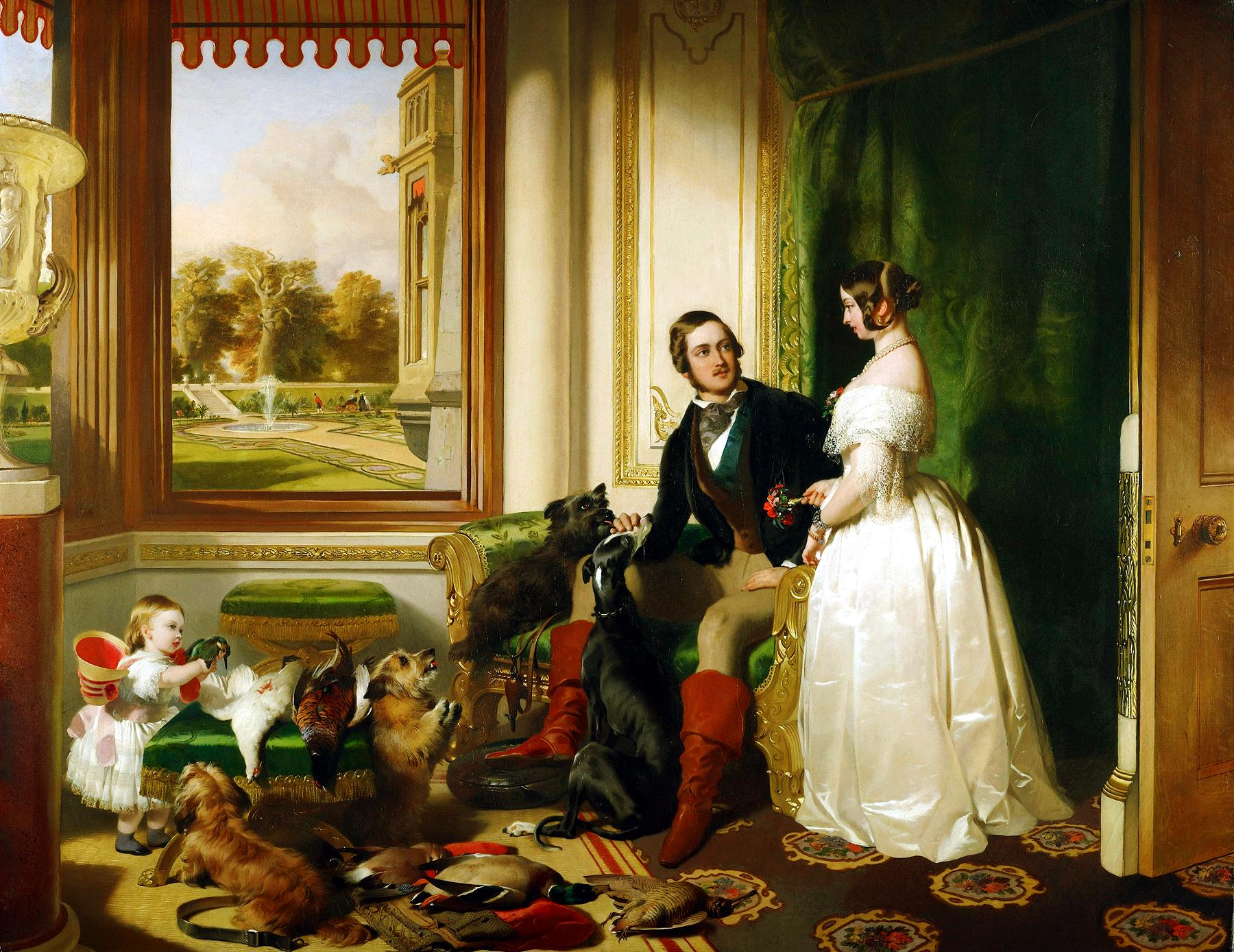
Castelo de Windsor em Tempos Modernos, Rainha Vitória e sua família, c. 1842
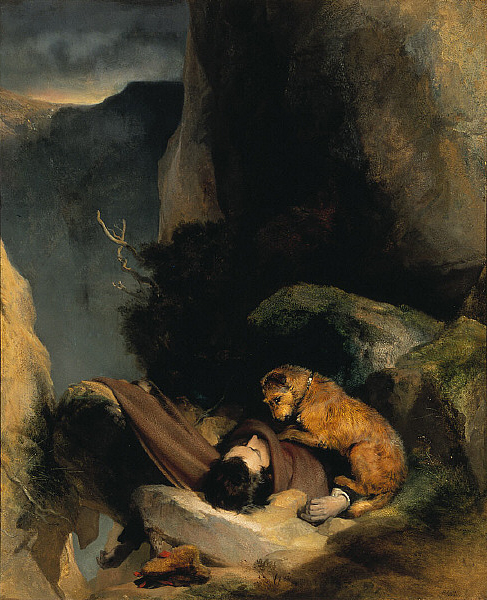
Anexo, 1829
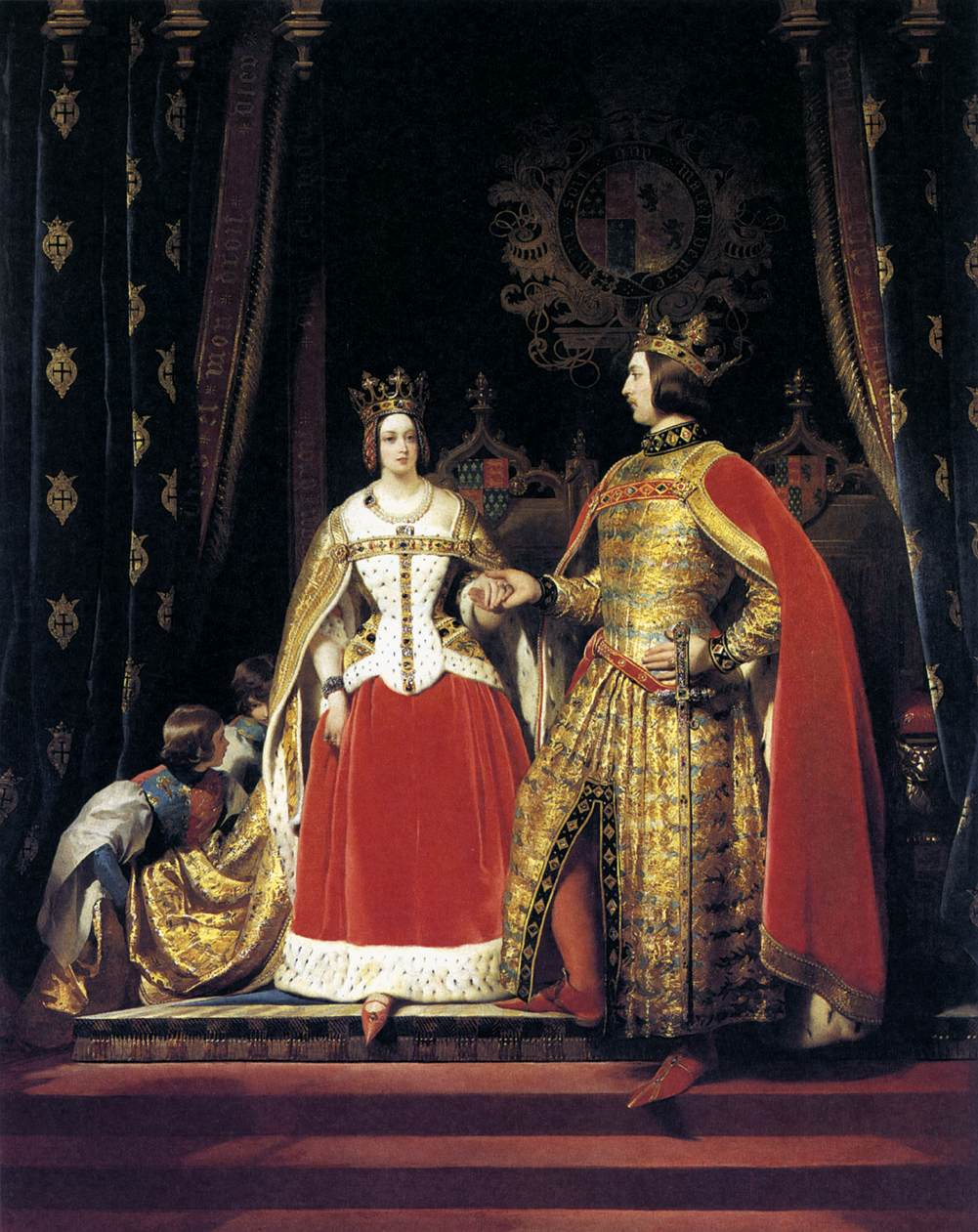
Rainha Victoria e Príncipe Albert no Bal Costumé de 12 de maio de 1842
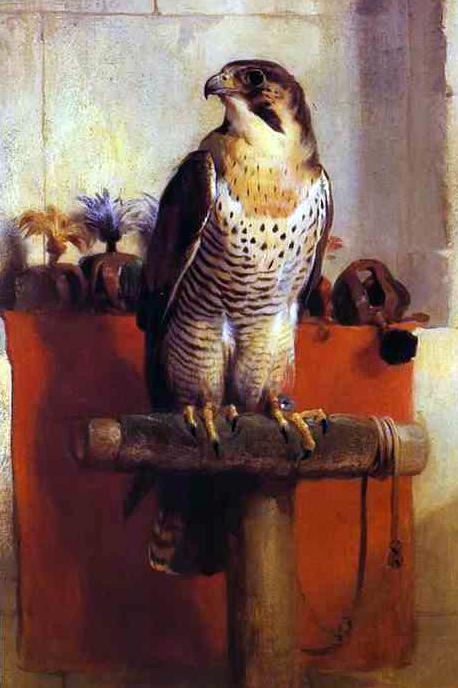
Falcão, 1837
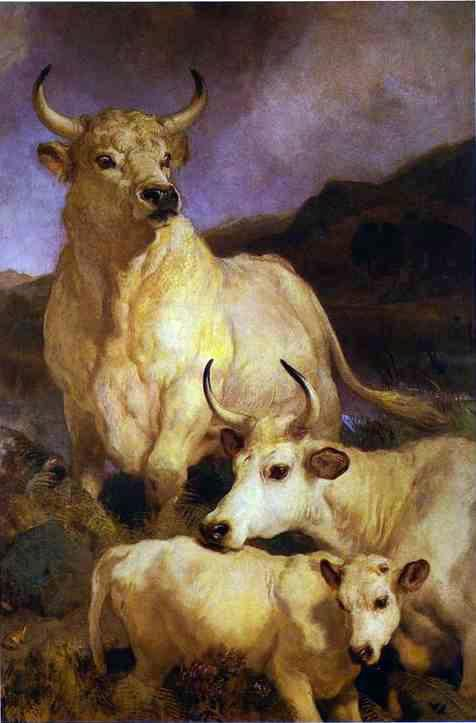
O Gado Selvagem de Chillingham, 1867
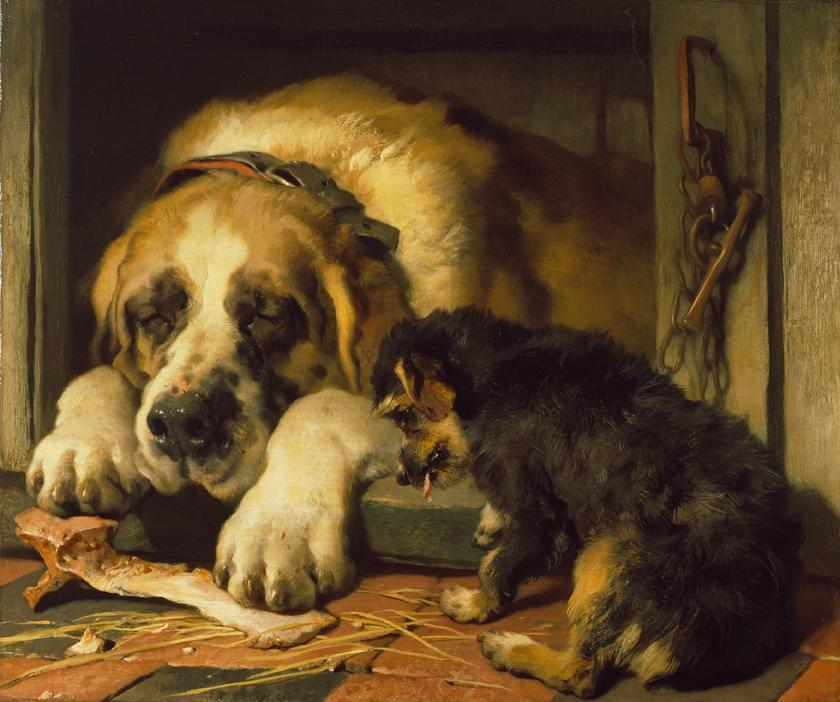
Migalhas duvidosas, 1858
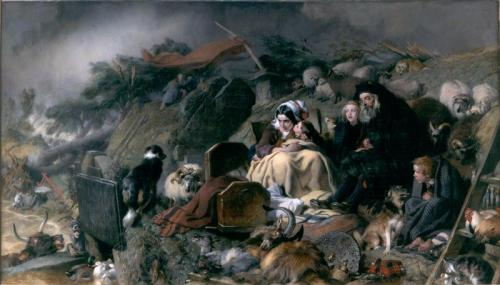
Inundação nas Terras Altas, Galeria de Arte de Aberdeen
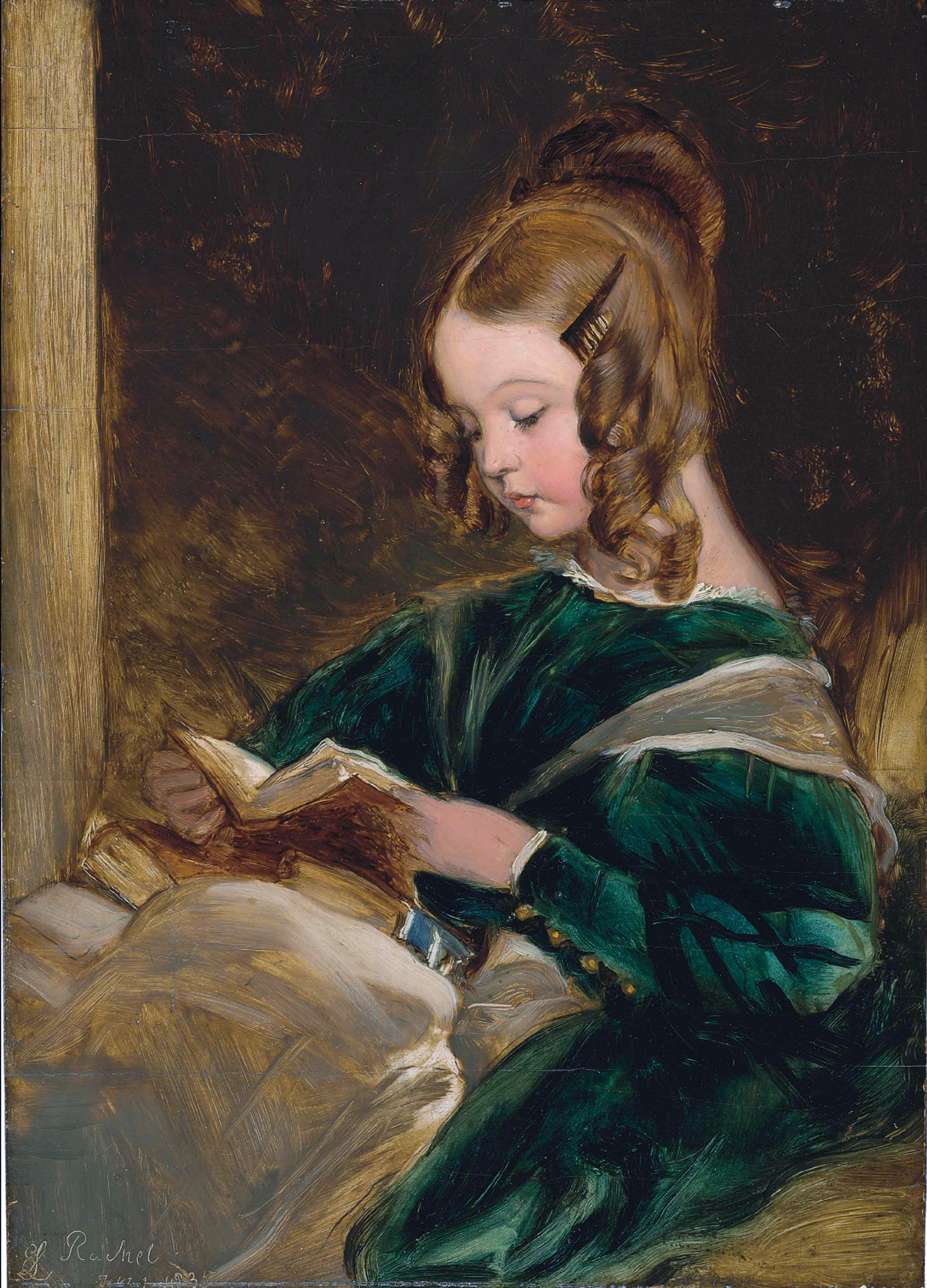
Rachel Russell, 1835
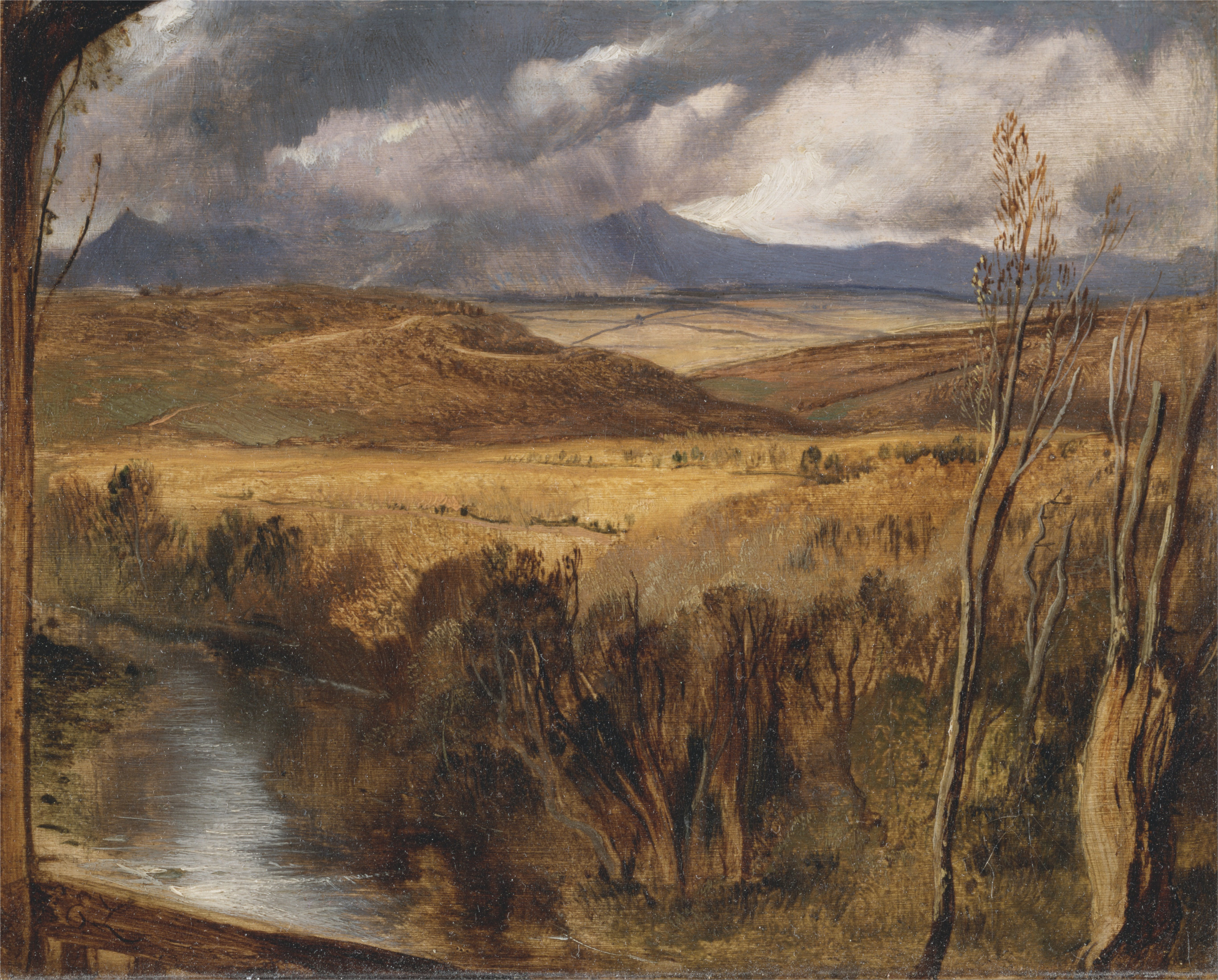
Uma paisagem montanhosa, c. 1830
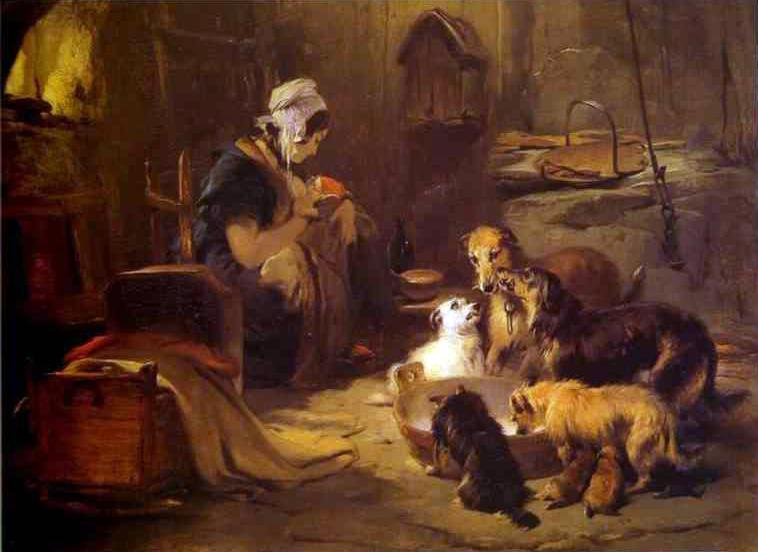
Um café da manhã nas montanhas, 1834
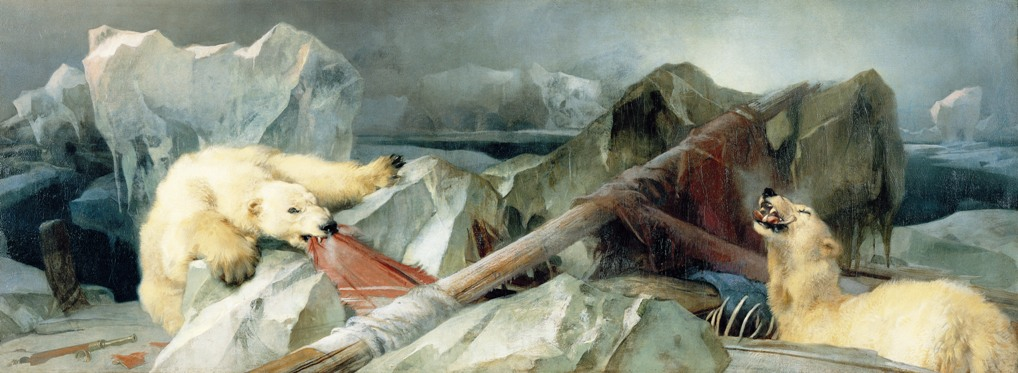
Homem propõe, Deus dispõe, 1864
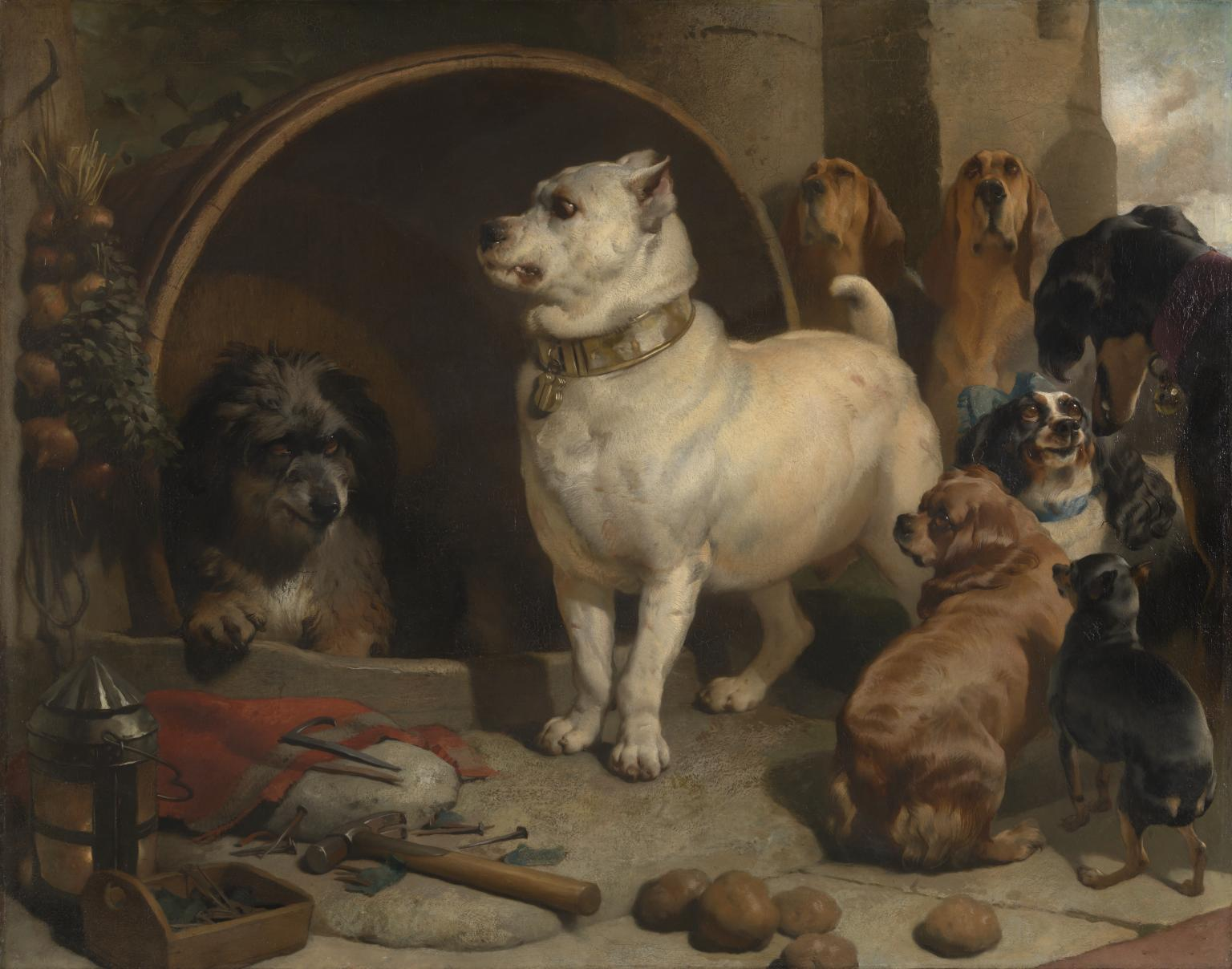
Alexandre e Diógenes, exibido em 1848

## Leitura complementar
- Ormond, Richard. The Monarch of the Glen: Landseer in the Highlands. Edinburgh: National Galleries of Scotland, 2005.